# Кармело
Кармело (исп. Carmelo) — город в юго-западной части Уругвая, на западе департамента Колония.

## География
Расположен в 75 км к северо-западу от административного центра департамента, города Колония-дель-Сакраменто и в 25 км к юго-востоку от города Нуэва-Пальмира. Через город проходит автомобильная дорога № 21. Абсолютная высота — 12 метров над уровнем моря.

## История
Кармело был основан Хосе Хервасио Артигасом 12 февраля 1816 года. Получил статус города (Ciudad) 17 августа 1920 года.

## Население
По данным на 2011 год население города составляет 18 041 человек.
| Год  | Население |
| ---- | --------- |
| 1908 | 9364      |
| 1963 | 12 705    |
| 1975 | 13 707    |
| 1985 | 14 278    |
| 1996 | 16 658    |
| 2004 | 16 866    |
| 2011 | 18 041    |

Источник: Instituto Nacional de Estadística de Uruguay